# Ryt chaldejski

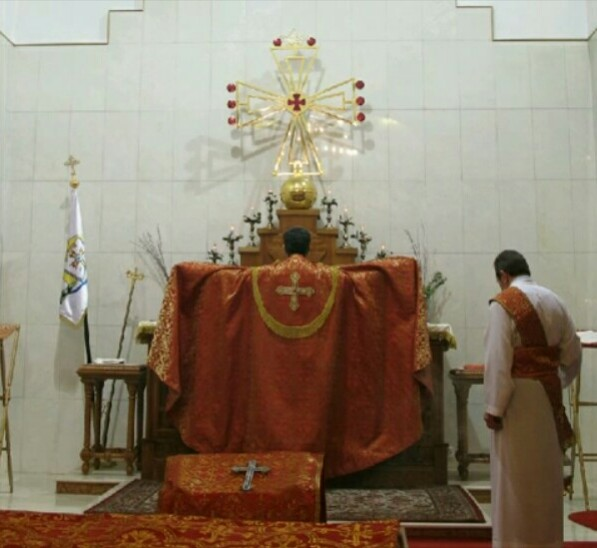
Boska Liturgia w rycie chaldejskim - anafora

Ryt chaldejski, ryt asyryjski albo też ryt wschodniosyryjski – jeden ze wschodnich obrządków (rytów) sprawowania liturgii chrześcijańskiej.

## Liturgie wschodniosyryjskie
Do rodziny wschodniosyryjskiej kwalifikujemy:
- Liturgię chaldejską
- Liturgię nestoriańską
- Liturgię syromalabarską

## Anafory używane w rycie chaldejskim
Obrządek chaldejski zna trzy modlitwy eucharystyczne:
- Anafora Addaja i Mariego
- Anafora Teodora z Mopsuestii (wersja wschodniosyryjska)
- Anafora Nestoriusza

Warto zauważyć, że Anafora Addaja i Mariego to jedyna zachowana modlitwa eucharystyczna, która nie zawiera dosłownego opowiadania o ustanowieniu Eucharystii, jest ono jedynie rozsiane w formie euchologii, modlitw dziękczynienia, wysławiania i wstawiennictwa. Mimo to jest najstarszą z obecnie używanych anafor, i uważana jest za ważną także w Kościele Katolickim.